# Полиција
Полиција је служба јавне управе којој је поверено чување јавног реда и поретка. Такође појам означава и зграду у којој се налази та управа. Полиција грађанима пружа заштиту њихових темељних уставних права и слобода и заштиту других уставом заштићених вредности. Прве полицијске снаге основане су у Паризу 1667. године.

## Настанак модерне полиције
Најчешће се тврди да је први модел модерне полиције устројен у Енглеској. У Лондону 1829. године је усвојен Закон о Метрополитен полицији заснован на начелима познатог енглеског политичара Сер Роберта Пила. То су дванаест правила која гласе: 
- полиција мора бити стабилна, ефикасна и организована по војном устројству
- полиција мора бити под контролом Владе
- одсуство злочина је најбољи доказ ефикасности полиције
- дистрибуција информација о злочину од битног је значаја
- распоред полицијских снага, како у времену, тако и у простору изузетно је важан
- најважнија особина полицијског официра је савршена мирноћа
- добар изглед полицајаца улива поштовање
- поузданост и обученост правих особа је корен ефикасности
- захтеви јавне сигурности налажу да ће сваком полицијском официру бити додељен број
- због доступности, управа полиције биће централизована
- полицајци се ангажују на основу резултата пробног периода
- полицијски извештаји су битни јер од њих зависи добар распоред полицијских снага.

Ова правила су конструисана у периоду када је Енглеска била хаотична држава чији је главни град Лондон био легло порока и криминалитета до тада незабележених размера. До тада је јавни ред био у рукама магистрата и позорника, па се тражио нови модел организације полиције пошто нису баш сви магистрати били корумпирани и лењи, али су позорници били незаинтересовани да за 8 пенија на ноћ озбиљно раде свој посао. 
По усвајању Закона дошло је до радикалне промене. „Пилери“ или „бобији“ били су само полицијске снаге и први полицајци у Енглеској са сталном платом, а добили су и плаве униформе и црне шешире. Седиште се више пута мењало док се 80-их година 19. века нису уселили у зграду која је постала позната под називом Нови Скотланд Јард. У почетку, превасходни задатак „бобија“ је била превенција злочина. 
На таквим идејама је створена прва модерна полиција, чији се модел проширио прво на САД, Канаду и Аустралију, а касније и на већину осталих држава.

### Град без полиције
Полиција је, од свог настанка, била предмет бројних проучавања али и оспоравања. Многи од представника најразличитијих идејних и других опредељења - од утописта, преко анархиста па до марксиста су тврдили да полиција уопште није потребна. Други, који се с овом логиком не слажу, тврде да би то довело до хаоса. 
У Монтреалу су, 7. октобра 1969. године, скоро сви полицајци (укупно њих 3.784) били у штрајку 17 сати незадовољни ниским платама и другим статусним питањима. Једине снаге реда су сачињавали малобројни полицајци који нису били чланови синдиката. Сведоци кажу да је тешко замислити хаос, пљачке и насиље који су се десили у одсуству регуларних полицијских снага. Пре краја дана, 48 особа је тешко повређено у нередима, а две особе су изгубиле живот. Остали деликти, попут пљачки банака и разбојништава су били извршени 10 до 12 пута чешће. Укупна штета је изнела више од милион долара.
Сличне последице имао је и штрајк полицајаца у Бостону одржан 1919. године.
С друге стране, штрајк полицајаца шест дана у Њујорку 1971. године није забележио никакве посебне нереде. Слично је било и са штрајком лондонских полицајаца 1918. године када су нарушавање јавног реда и мира вршили једино полицајци - демонстранти.

## Полицијска активност
Уобичајено је да се, последњих година, оно што се одувек звало „полицијска активност“ или „полицијско деловање“ сада, без икакве потребе, назива „полицирање“ или „полицинг“. 
Према томе да ли се одвија пре или после извршеног дела, делатност полицијских органа може бити: профилактичка (пре извршеног дела) и репресивна (након извршеног дела). Такође, подела тих активности може бити направљена и према томе ко их иницира, па је реактивна када је иницирају грађани, а проактивна када је започињу припадници службе.
Централна делатност полиције је увек била застрашивање потенцијалних преступника, хапшење оних који су учинили кривично дело и одржавање реда. Поред ових, све полиције обављају још неке послове које су у вези са овим, али и не морају бити. Према Извештају нацији о стању злочина и правосуђа који је 1988. године у Вашингтону издао Биро за правосудну статистику, четири основне делатности полицијских службеника су:
- примена закона - примена на праву засноване принуде против оних који својим понашањем крше законске норме
- одржавање реда - предузимање корака у правцу контроле догађаја и околности који нарушавају или прете да наруше ред
- прикупљање података - рутинско информисање о свету криминала, узимање података од жртава, регистровање кривичних пријава
- сервисне дужности - пружање помоћи оштећенима, помоћ при пожарима и осталим елементарним непогодама.

Једна неповољна тенденција с овим у вези је да полиција све мање времена проводи на пословима контроле криминалитета, а све више у пружању широко схваћених „сервисних“ услуга.
У Србији полицијски послови у првом реду су:
- заштита живота, права, сигурности и неповредивости особе
- заштита имовине
- спречавање и откривање казнених дела, преступа и прекршаја
- привођење починилаца казнених дела, преступа и прекршаја
- надзор и управљање саобраћаја
- послови са странцима на темељу закона
- надзор и осигурање државне границе
- други послови одређени законом

## Стратегије полицијског деловања

### Деловање уз сарадњу локалне заједнице
Овај приступ промовише стратегију оријентисану да делује како на узроке криминалитета и нереда, тако и на страх од злочина. 
Први циљ је подизање степена безбедности, а тиме и квалитет живота у локалним заједницама. Неопходно је успоставити делатну сарадњу полиције и локалне заједнице. Полицајци треба да буду распоређени тако да дуже времена покривају исто подручје како би могли да успоставе везу поверења са свим грађанима који то желе и обезбеде свакодневна сазнања о догађајима на локалном нивоу. У извесној мери се полиција мора отворити према захтевима и потребама грађана, што значи да се мора „депрофесионализовати“.
Грант и Тери сматрају да деловање полиције у локалној заједници подразумева изградњу партнерства у коме представници органа реда и грађани: 
- заједнички увиђају проблеме;
- идентификују исте циљеве;
- непрестано размењују податке;
- заједнички приступају проблемима и извлаче закључке по окончаном послу; и
- делују на остварењу циљева или решавању проблема.

### Стратегија „разбијених прозора“
Слика разбијеног прозора се користи овде симболично, за објашњење како локална средина запада у нецивилизоване односе, криминалитет и неред. Наиме, један непоправљен разбијени прозор симболизује и онима који закон поштују и преступницима да никоме није стало да се супротстави преступништву. Нереаговање на ситнија противправна понашања делују као окидач и долази до ланчане реакције која поткопава сигурност локалне заједнице и крчи пут тешким видовима криминалитета.
Сматра се да је појава непознатог просјака у крају „први разбијени прозор“. Уколико средина не реагује, она постаје захвално подручје за насељавање дилера дроге, макроа и њихових проститутки и сличних „уличних криминалаца“ који почињу да полажу право на та подручја и уводе у њих своја правила понашања. Староседеоци који то могу, селе се у безбедније и скупље делове града, а они који остају претварају станове у заштићене тврђаве које напуштају само када морају. 
Грађани највише верују у оне стилове рада који јачају њихов друштвени осећај заједничке сигурности и импресију очуваног друштвеног поретка.

### Приступ нулте толеранције
Ова стратегија тражи од полицајаца да са максималним ангажовањем сузбијају чак и најситније деликте са истом одлучношћу са којом и најтеже облике криминалитета. Њоме се жели послати сигнал и криминалцима и грађанима да полиција има снаге и мотива да се ухвати у коштац са читавим комплексом антисоцијалних и лакших кривичних дела. 
Сумњиве особе одлучно се заустављају, претресају и испитују о криминалним активностима које се одвијају у датој средини. Истовремено се тако долази и до података о тежим облицима криминалитета и преступник се застрашује. Пажњу посвећују и ситнијим кршењима закона, делима која сметају грађанима и онима која симболизују нецивилизованост попут просјачења, шверцовања у превозу, јавног опијања, непрописног прелажења улице, писања графита и сличних понашања. 
Овај систем је у њујоршкој полицији увео Вилијем Бретон тврдећи касније да је заслужан за пад стопе криминалитета у САД (а нарочито код кривичног дела убиства). Критичари у оваквом полицијском понашању виде стимулисање бруталности код полицајаца, чак брутално - дискриминаторско понашање према групама лишеним друштвене моћи.

### Стратегија решавања проблема
Захтева се проактивни приступ који тражи хватање у коштац са скривеним факторима који стварају проблеме с којима полицајци морају да се носе. Стратегија решавања проблема се ослања на тзв. троугао злочина, тј. чињеницу да свако кривично дело има три кључне тачке - осумњиченог, жртву и локацију. У одсуству било ког од тих елемената нема ни злочина. Отуда се полиција мора концентрисати на одређене локације тзв. вруће тачке (hotspots). 

### Ситуациона превенција криминалитета
Циљ ове стратегије је да се утиче на смањење учесталости вршења широког спектра кривичних дела кроз надзирање о одговор на злочин од стране људи најразличитијих занимања и статуса као и стратешко управљање појединим местима. Настоји се овде и сада остварити утицај на дату криминалну ситуацију, отклањањем или заменом неких од чинилаца који могу утицати на вршење дела.
Стратегија ситуационе превенције криминалитета широко је прихваћена у друштву под видом рутинских поступака предострожности, али је тек крајем 80-их година прошлог века на Западу државни органи узимају за озбиљно.

## Дискрециона оцена
У појединим земљама, полиција свесно одустаје од оних интервенција које би лоше утицале на њен имиџ у јавности, чак и када се ради о делима осетније друштвене опасности. Тиме се мањи циљеви жртвују ради остварења плодне сарадње са грађанима. Ипак, ово може проузроковати више штете него користи. 
Овај проблем се своди на селекцију и дискрециону оцену дела од стране полиције. Тако се полицајци руководе, према Гранту и Терију, следећим разлозима када одлучују да ли ће одређено лице лишити слободе: 
- тежина дела,
- докази о његовом постојању,
- држање осумњиченог,
- положај и тражење жртве,
- однос између учиниоца и оштећеног,
- припадност укључених странака мањинским групама.

Класична улога полиције долази повремено у несклад са идејама о потреби њеног ширег ослањања на средину. Превенција је немогућа без подршке грађана, а ови је често ускраћују. Патролна служба често има проблема при примени закона у оним срединама где девијантно и делинквентно понашање доминира. 
До сукоба може доћи и у односима са жртвама, које често упућују непотребне позиве, због чега се често догађа да је опасност по то лице само у његовој глави. Временом, искуство омогућава стварање сопственог критеријума да ли је позив озбиљан или не. У случају погрешне процене, честе су непријатности и оптуживања од стране жртава.

## Принуда
Полиција принуду примењују чешће од свих осталих организација. На располагању јој стоји доста средстава принуде, између осталих: 
- употреба физичке силе,
- употреба службене палице,
- употреба средстава за везивање,
- посебна возила,
- дресирани пси,
- коњица,
- хемијска средства и
- ватрено оружје.

Делатност полиције у целини је прожете сталним указивањем на могућност да до примене силе дође. Примена принуде је увек селективна и ограничена двоструко: с једне стране, друштвеним нормама, а с друге, законским одредбама и правилима службе полицијске организације. 
У свим правним системима одређује се у којим ситуацијама је дозвољена употреба средстава принуде, а за употребу ватреног оружја важе посебно строга ограничења у свим земљама. Уобичајено је да се прописује како у обављању послова, овлашћено лице може употребити ватрено оружје само ако на други начин не може да: 
1. заштити живот људи,
2. спречи бекство лица затеченог у вршењу најтежих кривичних дела,
3. спречи бекство лица затеченог у вршењу кривичног дела које се гони по службеној дужности,
4. спречи бекство лица лишеног слободе или лица за које је издат налог за лишење слободе због тежих дела,
5. од себе одбије непосредни напад којим се угрожава његов живот,
6. одбије напад на објекат или лице које обезбеђује.

При употреби ватреног оружја овлашћено лице је у обавези да не угрожава животе других људи.

## Опасности занимања
Ношење оружја, посебна правила и обука би требало да полицајце заштите од напада којима су при вршењу свог посла изложени. Ипак, полицијско занимање је једно од најопаснијих. Генерално, живот полицајца је највише угрожен код хапшења тешких криминалаца и велики број полицајаца је погинуо на рутинским пословима везаним за успостављање нарушеног реда. 
Према подацима за Србију у 2002. години од укупно 153 случајева ометања и спречавања полицијских службеника у вршењу својих јавних овлашћења највећи број се одиграо приликом одржавања и успостављања нарушеног јавног реда и мира (76), затим при легитимисању (19), контроли и регулисању саобраћаја (17), привођењу (16). У 8 случајева радило се о пружању асистенције другим органима, а у само 3 случаја при лишавању слободе. У односу на средства, највише се радило о физичкој снази (81 случај), моторном возилу (11), ватреном оружју (9), а у шест случајева на лицу места пронађеном „погодном средству“. Подаци говоре да су то углавном била пунолетна лица (65), док је малолетника мање од 10%. Важан је и податак да су у 31. случају та лица деловала под дејством алкохола.

## Стрес
Позив полицајца је емоционално и психички најтежи од свих послова у наше доба. Стресогене ситуације којима су изложени утичу и на њихову околину - пре свега на породицу. Ти проблеми се огледају у мењању распореда рада, емоционалној исцрпљености, негативном друштвеном вредновању позива који обављају, сексуалним проблемима, претераној заштити супруге и породице, проблему „одсуства емоција“, проблему идентитета и проблемима са децом. Алкохолизам је такође један од најчешћих проблема са којима се срећу запослени у полицијским органима. 
Стопа самоубистава припадника полиције је скоро двоструко (1,8 пута) виша од стопе код просечних грађана. Грант и Тери наводе да су случајеви регистровани као несрећни често покушај прикривања самоубиства колеге.
Стрес је повезан и са употребом силе, пошто је једна од најзначајнијих одлика овог занимања обучавање полицајаца да онеспособе, повреде и лише живота. 

## Поткултура полицајаца
Као специфична група изложена опасностима, полицајци изграђују сопствену поткултуру као значајан ослонац деловања. Особине својствене овој популацији су: раширени ауторитаризам, сумњичавост, расизам, непријатељство, непоузданост, конзервативизам и цинизам. Посебно се скреће пажња на однос полицајаца према припадницима других раса.
Битне црте њихове поткултуре су: 
- велика солидарност између чланова,
- затвореност, која је природна последица специфичности посла и статуса.

Често се зато и назива „поткултура иза плавог застора“.
Централно место у поткултури има концепт „доброг полицајца“ као свеприсутни идеал. Истраживач Питер Менинг је, на основу анализе текстова указао на десет претпоставки на којима почива полицијска поткултура: 
1. људима се не може веровати - они су опасни,
2. искуство је важније од теоретисања,
3. морате учинити да вас људи поштују,
4. сви мрзе полицајце,
5. у систем правосуђа не може се имати поверења,
6. људи које не контролишете, крше законе,
7. полицајци морају бити достојни поштовања и ефикасни,
8. они могу најуспешније идентификовати злочин и злочинца,
9. најзначајнији посао полиције је да предупреди злочин и спроводи законе,
10. оштрије кажњавање ће одвратити злочинце од понављања грешака.

Истраживачи у Енглеској у дошли до закључка да ова поткултура спада у типичну „мачо“ поткултуру у којој је изражена склоност за опијањем, коцкањем и опседнутост сексом. 
Други истраживач, Самаха, тврди да су кључни појмови ове поткултуре: авантура, мачизам, сигурност, компетентност, моралност, солидарност, правне норме и интерна правила. Сигел и Сена су пак дали основне премисе на којима почива ова поткултура:
- полицајци су једини прави борци против криминалитета,
- нико други не разуме стварну природу полицијског посла,
- лојалност према колегама је изнад свега,
- немогуће је водити рат против криминала без заобилажења правила,
- јавност је суштински некооперативна и неразумно захтевна,
- патролни рад је срж.

## Замерке полицијским органима
Полицији се пре свега замера да доста кошта, затим да је бирократизована и политизована. Појављују се такође осетљиви проблеми прекорачења овлашћења у деловању и случајеви корупције. У литератури се, пак, може наћи још замерки полицији односно њеним припадницима. Џон Демпси и Линда Форест наводе следеће видове девијантног понашања полицајаца: 
- алкохолизам
- злоупотреба дрога и њихово диловање
- забушавање (енг. cooping)
- незаконито одузимање имовине од осумњичених
- сексуално насиље и узнемиравање особа које су им у власти или потчињене (било да су осумњичене или колегинице на послу)
- породично насиље у домовима полицајаца.

### Издвајања за полицију и њена ефикасност
Од свих органа кривичне репресије, полиција државу кошта највише. Значајна средства су, поред куповине неопходне техничке опреме, уложена у отварање нових радних места. Тренд пораста броја запослених, често међутим не прати пад криминалитета. Тако је у САД у периоду 1960 - 1975. број запослених у полицији порастао за 49%. У исто време, забележен је и висок раст криминалитета. 
Успешност рада полиције реалније осликава број нерасветљених кривичних дела. Највећи проценат расветљавања је, на основу вишегодишњег просека, присутан код пријављених силовања, нешто мањи код изнуда и убистава, а најнижи код кривичног дела одузимања моторног возила. Један од критеријума ангажованости полиције је и колико се она појављује као субјекат који подноси кривичне пријаве. Они то, код пунолетних лица чине у више од половине случајева, а код малолетника, преко девет десетина.

### Бирократизација
Још једна дефиниција полиције каже да је полиција „бирократска организација са централизованим управљањем у којој запослена лица врше послове безбедности током целог свог радног времена“. Полиција не може избећи традиционални бирократски модел: моћ је концентрисана на врху пирамиде, веома одвојене од реалности и ретко ефикасно подвргнуте контролисању. 
Тенденција раста броја запослених у полицијским органима веома доприноси овом процесу. Умножавају се послови који са основном делатношћу полиције због које је она и створена нису ни у каквој вези. Уместо да ту основну делатност поспешују, ови делови система се баве самом организацијом, стално увећавајући број у суштини непотребних активности због чега се обавијају велом тајновитости који се постепено преноси на читаву службу. Тада се полиција затвара пред јавношћу без икакве потребе, што се негативно одражава и на сарадњу са грађанима без којих је немогуће ефикасно сузбијање криминалитета.
Роудс је изнео податак да од свих запослених у овим органима у САД, чак 85% није непосредно ангажовано на пословима који чине њихов централни задатак.

### Политизација
Полицијски органи би требало да служе свим грађанима јер га они издржавају. Ипак, доминантним друштвеним групама је стало да полицију ставе под своју контролу јер је полиција најпогодније средство за одржавање стабилности и поретка. Постоји опасност да ови органи постану симбол власти и ауторитета и да се претворе у заштитнике оних који поседују моћ.
Један од основних проблема је управо: како обезбедити поредак у друштву, а да поступање буде засновану на легалитету и легитимности.